# وولفاس انگلمن

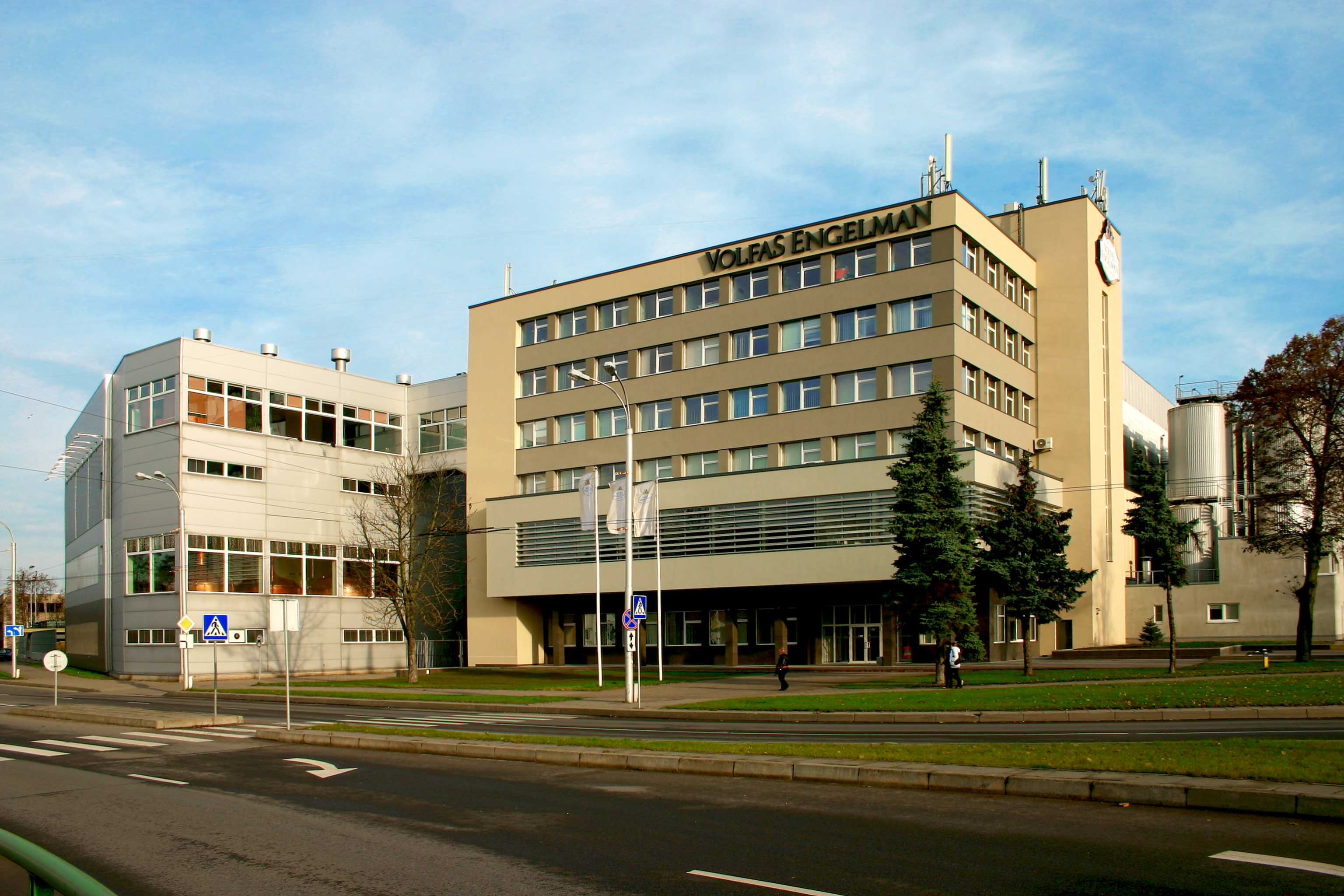
نمایی از ساختمان این شرکت که در کاوناس، لیتوانی مقرر است.

وولفاس انگلمن (انگلیسی: Volfas Engelman) شرکت نوشیدنی لیتوانیایی است، که در سال ۱۸۵۳ تأسیس شد.